# 10392 Brace
10392 Brace è un asteroide della fascia principale. Scoperto nel 1997, presenta un'orbita caratterizzata da un semiasse maggiore pari a 2,4025549 UA e da un'eccentricità di 0,1354228, inclinata di 4,48016° rispetto all'eclittica.